# Gnamptogenys striatula
Espèce
Gnamptogenys striatula est une espèce de fourmis qui présente la particularité d'avoir un mode de reproduction sans reine, mais qui est parfois polygyne.

## Systématique
L'espèce est décrite par Gustav Mayr en 1884.

## Position géographique
Cette espèce de fourmis est surtout présente en Amérique du Sud, notamment au Brésil.

## Reproduction
L'espèce est principalement connue pour sa reproduction sans reine (ce sont ainsi des fourmis sans reines). Néanmoins, des cas de colonies  polygynes sont attestées dans la nature et en laboratoire.
Les colonies fonctionnant sans reines possèdent de nombreuses gamergates tandis que celles qui sont polygynes n'ont que des ouvrières stériles et plusieurs reines.
En outre, dans les colonies qui possèdent des gamergates, des conflits et des concurrences entre elles existent et donc, les gamergates et les œufs qu'elles ont pondus peuvent être reconnus par un profil hydrocarbonique spécifique sécrété par les phéromones des gamergates

## Morphologie
La morphologie de cette espèce varie selon les milieux. En effet, une étude, parue en 2015 dans Revista Brasileira de Entomologia, a démontré que les fourmis de cette espèce vivant en environnement urbain étaient de plus petite taille que celles vivant en milieu naturel (comme en forêt…).

## Alimentation
L'espèce se nourrit de petits arthropodes plutôt que de monopoliser et de contrôler de larges quantités de ressources.